# Kinesticope
Ne doit pas être confondu avec kinetoscope.
Le kinesticope est un appareil qui permettait de projeter sur écran des animations à partir d'un dispositif de disque à fentes (genre phénakistiscope). L'invention est due à l'Autrichien Franz von Uchatius en 1853. Elle permet, pour la première fois, de diffuser des images animées sur un écran.